# Via Crucis (Fernando Botero)
Pour les articles homonymes, voir Via Crucis (homonymie).
Via Crucis, terme latin signifiant en français « Chemin de croix » est une série d'œuvres d'art du peintre et sculpteur colombien Fernando Botero sur le thème de la Passion du Christ. Botero travaille durant cinq mois sur ce projet avant de le présenter pour la première fois en 2011 dans la galerie Marlborough à New York. Alors qu'il a initialement décidé de mettre à la vente les œuvres de Via Crucis avec des prix variant de 60 000 dollars pour les dessins au crayon et en couleur à un million et demi de dollars, il fait finalement don des 61 œuvres qui la composent au musée d'Antioquia situé à Medellín, sa ville natale.

## Présentation

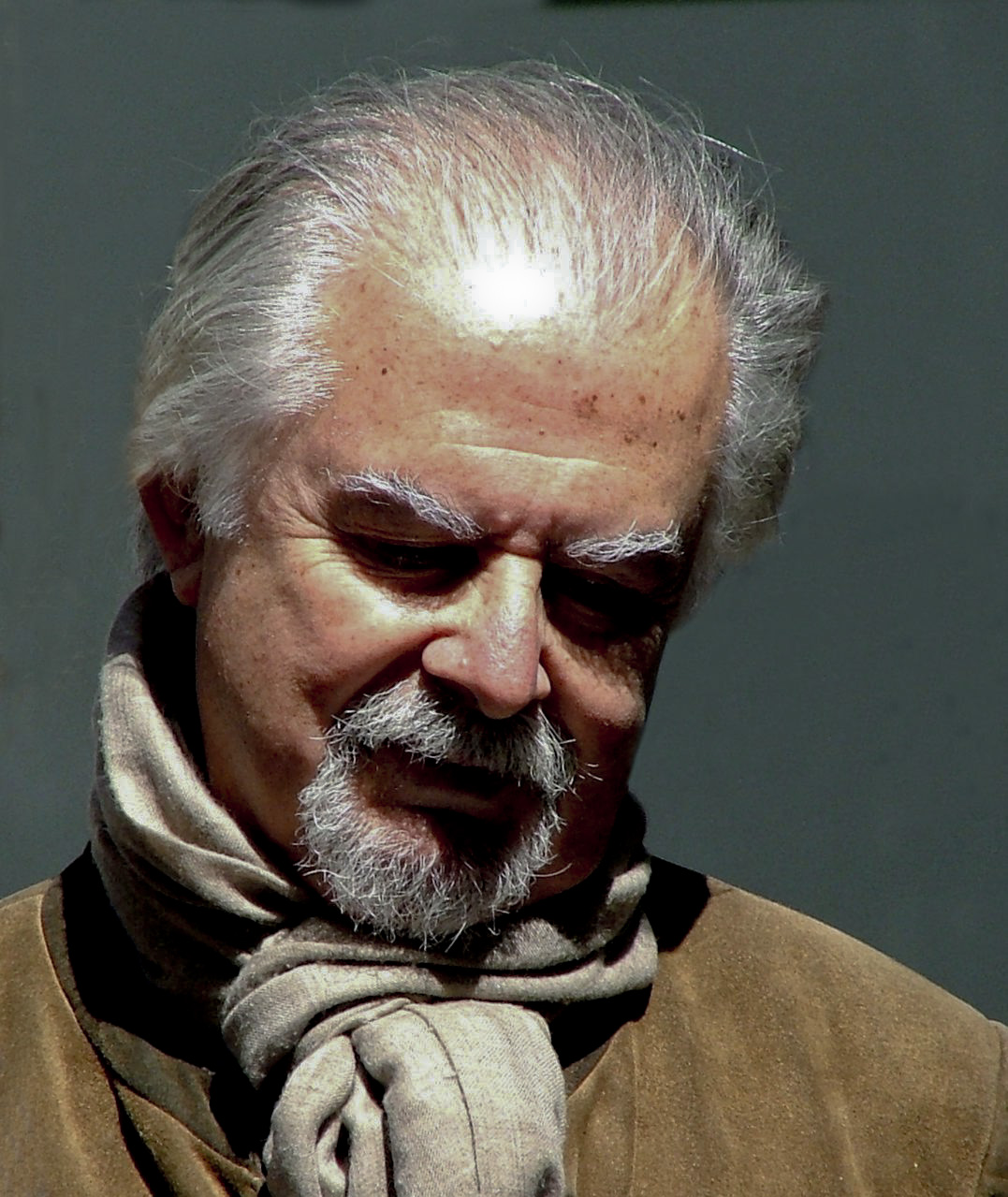
Fernando Botero en 2006.

Lors des expositions, Via Crucis réunit 27 huiles sur toile de diverses tailles et 34 dessins sur papier. Elle représente plusieurs chapitres et personnages bibliques ayant joué un rôle, de la marche du Christ jusqu'à sa mort sur la croix selon la foi chrétienne. Ainsi, de nombreux aspects du chemin de croix sont abordés tels que le baiser de Judas, la crucifixion, la douleur de la Vierge Marie, l'enterrement du Christ, Ponce Pilate, la couronne d'épines ou encore l'Ecce homo.
Selon la directrice du musée d'Antioquia, Ana Piedad Jaramillo Restrepo, cette exposition permet « de voir la religion d'un point de vue contemporain, ce qu'elle endure à l'heure actuelle, et lequel est le chemin de croix actuel ». Au contraire des peintures de sa précédente exposition en 2006 sur la prison d'Abou Ghraib en Irak, Botero décide de mettre à la vente les œuvres de Via Crucis avec des prix variant de 60 000 dollars pour les dessins au crayon et en couleur à un million et demi de dollars pour les peintures à l'huile mesurant un peu plus de deux mètres de haut.

## Inspiration
Afin de réaliser Via Crucis, Botero puise son inspiration dans ses nombreuses années d'études et d'admiration pour l'art classique et celui de la Renaissance italienne via les peintures de Piero della Francesca. L'artiste colombien remarque que le thème religieux est très important dans les peintures du XIIIe siècle au XVe siècle avant de disparaître dans un monde qui devient plus laïc, devenant même presque un tabou après la Révolution française. Il observe également qu'aucun artiste considéré comme important, à l'exception de Pablo Picasso à travers une aquarelle représentant la Crucifixion, ne peint le Christ au cours du XIXe siècle ou du XXe siècle et qu'il n'existe aucune image religieuse impressionniste. Il décide donc de prendre le thème du chemin de croix pour son nouveau projet.  Tentant de l'aborder « à travers les yeux d'un artiste moderne, dans un esprit de grand respect », il y travaille dessus entre cinq  et six mois. Au total, il réalise 40 peintures à l'huile et 35 dessins.

## Expositions et accueil du public
En 2011, Via Crucis est exposée du 27 octobre au 3 décembre dans la galerie Marlborough de Manhattan à New York,. Pour Botero, cette ville américaine est « probablement l'endroit le moins propice [pour cette exposition] parce que c'est une société complètement séculière, où les gens pensent davantage à leurs affaires. Ce qu'apporte le Christ est contraire à tout ce que représente et possède New York, ville qui est aujourd'hui une apologie du vice. ». Le 3 avril 2012, l'exposition Via Crusis ouvre ses portes au musée d'Antioquia situé à Medellín, la ville natale de l'artiste colombien. Le succès y est considérable, l'exposition accueillant environ 5 000 personnes lors des trois premiers jours d'ouverture, soit quarante heures. Puis, c'est au tour du palais national d'Ajuda à Lisbonne, au Portugal, d'accueillir l'exposition du 15 novembre 2012 au 27 janvier 2013. Mise en place par le ministère des Affaires étrangères colombien dans le cadre du plan de promotion de la Colombie vers l'extérieur et pour resserrer les liens d'amitié avec le Portugal, elle est inaugurée la veille de son ouverture par le président colombien Juan Manuel Santos et par la ministre colombienne María Ángela Holguín.
Du 21 mars  au 30 septembre 2015, le palais des Normands à Palerme, en Sicile, accueille l'exposition .

## Donation
En 2012, alors que Via Crucis est présentée au musée d'Antioquia à Medellín, Fernando Botero annonce le 3 avril 2012, jour du Vendredi saint, qu'il fait don à ce musée des 27 peintures à l'huile et 34 dessins composant l'exposition. Selon un communiqué du musée, Botero « a tenu à exprimer l'immense joie que lui a procuré la réception de sa dernière œuvre dans la ville ainsi que les démonstrations d'affection de la part de ses concitoyens pour ses 80 ans ». Avec cet acte de générosité, le musée d'Antiquia devient alors l'établissement ayant le plus grand nombre d'œuvres de Botero, pour un total de 187 comprenant les toiles, les dessins et les sculptures,,.

## Liste des œuvres
Via Crucis réunit les 27 huiles sur toile et 34 dessins sur papier suivants, :
| Nom                              | Technique et support utilisé                      | Année | Dimensions             | Sources |
| -------------------------------- | ------------------------------------------------- | ----- | ---------------------- | ------- |
| Cabeza de Cristo                 | Huile sur toile                                   | 2010  | 17 3/4 x 15 pouces     | [ 8 ]   |
| Los clavos                       | Huile sur toile                                   | 2011  | 14 1/8 x 15 3/4 pouces | [ 8 ]   |
| Jesus y la multitud              | Huile sur toile                                   | 2010  | 106 x 81 pouces        | ,       |
| Jesus encuentra a su madre       | Huile sur toile                                   | 2011  | 57 1/8 x 63 pouces     | [ 8 ]   |
| Descenso de la cruz              | Huile sur toile                                   | 2010  | 90 1/8 x 50 pouces     | [ 8 ]   |
| Entierro de Cristo               | Huile sur toile                                   | 2010  | 59 x 79 7/8 pouces     | [ 8 ]   |
| Jesus en el huerto de los olivos | Aquarelle et crayon sur papier                    | 2011  | 15 3/4 x 11 3/4 pouces | [ 8 ]   |
| El beso de Judas                 | Aquarelle et crayon sur papier                    | 2010  | 15 3/4 x 11 3/4 pouces | [ 8 ]   |
| Juegan la tunicade Jesus         | Aquarelle, crayon et crayon de couleur sur papier | 2011  | 11 3/4 x 15 3/4 pouces | [ 8 ]   |
| Jesus Muerto                     | Crayon et crayon de couleur sur papier            |       | 11 3/4 x 15 3/4 pouces | [ 8 ]   |
| Madre de Cristo                  | Huile sur toile                                   | 2010  | 45 x 36 cm             | [ 15 ]  |
| Madre afligida                   | Huile sur toile                                   | 2010  | 71 x 58 cm             | [ 16 ]  |
| El beso de Judas                 | Huile sur toile                                   | 2010  | 138 x 159 cm           | ,       |
| Jesús ha muerto                  | Huile sur toile                                   | 2011  | 134 x 191.1 cm         | [ 18 ]  |
| Crucifixión                      | Huile sur toile                                   | 2011  | 206 x 150 cm           | [ 14 ]  |